# Schachenalm
Die Schachenalm ist eine Alm im Ortsteil Sachrang der Gemeinde Aschau im Chiemgau.
Zwei Gebäude der Schachenalm stehen unter Denkmalschutz und sind unter der Nummer D-1-87-114-133 in die Bayerische Denkmalliste eingetragen.

## Baubeschreibung
Die Almhütte der Schachenalm ist ein eingeschossiger, verputzter Massivbau mit Flachsatteldach, verschalten Giebeln und Balusterlaube. Das Gebäude ist bezeichnet mit dem Jahr 1751.
Zur Almhütte gehört ein Backhaus, es handelt sich um einen kleinen Massivbau mit Flachsatteldach, der vermutlich in der zweiten Hälfte des 19. Jahrhunderts errichtet wurde.

## Heutige Nutzung
Die Schachenalm ist bestoßen, jedoch nicht bewirtet.

## Lage
Die Schachenalm befindet sich östlich oberhalb des Aschauer Ortsteils Innerwald am Schachenberg auf einer Höhe von 900 m ü. NN.